# Kirrawee, New South Wales
Kirrawee este o suburbie în Sydney, Australia.